# Calliostoma katoi
Calliostoma katoi is een slakkensoort uit de familie van de Calliostomatidae. De wetenschappelijke naam van de soort is voor het eerst geldig gepubliceerd in 1994 door Sakurai.